# Can Munt
Can Munt és una obra al municipi de Teià (Maresme) inclosa en l'Inventari del Patrimoni Arquitectònic de Catalunya. Edifici de planta rectangular amb planta baixa i pis i cobert amb una teulada de quatre vessants, encara que pel damunt de la cornisa envolta tota la casa una gran balustrada de tipus neoclàssic. Els elements de la façana es distribueixen respecte a un eix de simetria. En la part central hi ha un petit porxo, suportat per columnetes de ferro colat i emmarcat per pilastres gegants adossades a la paret i coronades amb capitells corintis. Encapçala la façana un frontó semicircular.
L'edifici també consta d'una capella, que exteriorment no sobresurt de la planta rectangular i que se situa en l'angle esquerre de la façana posterior. Es pot reconèixer des de l'exterior per les dues finestres d'arc apuntat amb vitralls.
La casa s'envolta d'una grandiosa quantitat de terreny que inclou un jardí de tipus neoclàssic, amb balustrades, pèrgoles, rotondes, terrasses, hídries, fonts i estanys artificials o una piscina en forma de ronyó construïda al segle xx. Hi ha també altres annexos, com és el cas de les cavallerisses.
L'any 1984 la casa estava en venda, restant mig buida quant a mobiliari.